# Kaschymukan-Munaitpassow-Stadion
Das Qaschymuqan Mungaitpassow atyndaghy stadion (kasachisch Қажымұқан Мұңайтпасов атындағы стадион) ist ein Fußballstadion mit Leichtathletikanlage in der kasachischen Hauptstadt Astana.
Das 1938 eingeweihte Stadion hat eine Kapazität von 12.343 Zuschauern. Nach mehreren Namenswechseln ist das Stadion seit dem Jahr 1986 nach dem verstorbenen griechisch-römischen Ringer Qaschymuqan Mungaitpassow (1871–1948) benannt.
Bis 2014 trug der Fußballverein FK Astana-1964 hier seine Heimspiele aus. 2000 und 2001 wurden im Stadion die Endspiele des kasachischen Fußballpokals ausgetragen.